# Slodičovský vrch
Slodičovský vrch (1167 m) – szczyt na Słowacji  w grani głównej Magury Spiskiej. W Polsce znany pod nazwą Słodyczowski Wierch. 
Znajduje się w tej grani pomiędzy Magurką a Nową Polaną. Jest to niewybitny, niemal płaski szczyt i słabo wyodrębniający się z grani, ale jest zwornikiem dla dwóch bocznych grzbietów. W północnym kierunku odchodzi od niego krótki grzbiet opływany z obydwu stron przez źródłowe cieki Frankowskiego Potoku. W południowym kierunku, do Doliny Zdziarskiej opada nieco dłuższy grzbiet z wierzchołkiem Vršik 990 m. Ten południowy grzbiet oddziela od siebie dwie doliny Magury Spiskiej: Dolinę Młynarską i Dolinę Błaszczadzką.  
Slodičovský vrch jest całkowicie zalesiony, ale po północnej stronie znajdują się wiatrołomy, z których roztacza się panorama widokowa na Magurę Spiską, Pieniny i Gorce. Na wierzchołku znajduje się żelazny krzyż i skrzyżowanie dwóch szlaków turystycznych.

## Szlaki turystyczne
– głównym grzbietem biegnie szlak turystyki pieszej i rowerowej, odcinek z Średnicy w Zdziarze do Przełęczy Magurskiej. Czas przejścia 6.15 h
 – zielony z Zdziaru przez Slodiczowski Wierch, Małą Polanę i rozdroże pod Bukoviną, obok Jezierskiego Jeziora do Jezierska. 2.20 h, ↓ 2.40 h